# Dino Borgioli
Dino Borgioli (Firenze, 15 febbraio 1891 – Firenze, 12 settembre 1960) è stato un tenore italiano.
Lodato dalla critica per la sua musicalità, è stato particolarmente associato ai ruoli di opere composte da Mozart, Rossini e Donizetti.

## Biografia
Studiò, nella città natale, con Eugenio Giachetti e fece il suo debutto nel 1914, nel ruolo di Arturo ne I puritani, al Teatro Corso di Milano. Cantò poi il ruolo di Fernand ne La favorita al Teatro Dal Verme, prima di fare il suo debutto al Teatro alla Scala nel 1918 nel ruolo di Ernesto in Don Pasquale. 
Nel 1924, fu il tenore principale nella tournée della Melba-Williamson Grand Opera in Australia, aprendo la stagione di Sydney al fianco di Nellie Melba ne La bohème di Giacomo Puccini. 
Sulla scena internazionale debuttò alla Royal Opera House di Londra, nel ruolo di Edgardo in Lucia di Lammermoor, al fianco di Toti Dal Monte nel 1925, e al Glyndebourne Festival dove cantò nel ruolo di Ottavio ed Ernesto in Don Giovanni. Si esibì anche a Parigi, sia all'Opéra-Comique che al Palais Garnier, nei panni di Almaviva nel Barbiere di Siviglia, in quelli di Ramiro in La Cenerentola, del duca di Mantova in Rigoletto, di Ottavio, Edgardo e des Grieux in Manon di Jules Massenet. 
Il ruolo di Cavaradossi in Tosca fu il suo debutto sia alla San Francisco Opera nel 1932, sia alla Lyric Opera di Chicago nel 1933. Debuttò alla Metropolitan Opera di New York il 31 dicembre 1934, nel ruolo di Rodolfo ne La bohème  ma vi cantò una sola stagione interpretando anche i ruoli di Ottavio e des Grieux.

## Registrazioni
Borgioli realizzò numerose registrazioni che confermano l'attrattiva della sua voce e l'eleganza del suo fraseggio. Queste qualità possono essere individuate nelle sue due famose registrazioni, quasi complete, de Il barbiere di Siviglia e Rigoletto, che realizzò rispettivamente nel 1929 e nel 1928 per la Columbia al fianco del baritono Riccardo Stracciari sotto la direzione di Lorenzo Molajoli. Sempre per la Columbia registro' in La Boheme " O soave fanciulla" in duetto con Rosetta Pampanini e il terzo atto in quartetto con Rosetta Pampanini, Aurora Rettore e Gino Vanelli. 
Fu messo in ombra, sia dal vivo che su disco, da un altro tenore di grazia di quell'epoca, Tito Schipa. 
Nel 1949 Borgioli divenne direttore degli studi vocali alla New Opera Company di Londra, dove diresse le produzioni teatrali de Il barbiere di Siviglia e La bohème. Morì a 69 anni nella sua città natale.